# Pages of treasures
Pages of treasures of Click入黃金屋 is een komische serie van TVB uit 2008. Het beginlied "Ngoh tik cheuj ngooi/我的最愛" is gezongen door Eric Suen.

## Rolverdeling

### Familie Fong
| acteur             | rol                          | beschrijving |
| Paul Chun          | Fong Hok-Man 方學文          | Gepensioneerde boekenwinkelmedewerker, later weer werkend Yan Yu Yuks echtgenoot Fong Sam-Ming, Sam-Ching en Sam-Meis vader |
| Mary Hon (韓馬利)  | Yan Yu-Yuk 顏如玉            | huisvrouw Fong Hok-Mans echtgenoot Fong Sam-Ming, Sam-Ching en Sam-Meis moeder                                              |
| Wayne Lai          | Fong Sam-Ming 方心明         | beveiligingsbeambte |
| Eric Suen (孫耀威) | Fong Sam-Ching (Alex) 方心正 | security IT analist Lui Yuen-Yees vriend.                                                                                   |
| Lily Ho (何傲兒)   | Fong Sam-Mei (Sammi) 方心美  | student |

### Familie Lui
| acteur              | rol                                          | beschrijving                                |
| Kara Hui            | Michelle                                     | Lui Yuen-Yees moeder                        |
| Shirley Yeung       | Lui Yuen-Yee (Abbie of Aap Pěej 鴨睥) 雷婉儀 | voedingsdeskundige Fong Sam-Chings vriendin |
| Jason Chan (陳智燊) | Lui Tsu-Pui (Patrick) 雷樹培                 | Café-eigenaar                               |

### Anderen
| acteur             | rol                        | beschrijving                             |
| Sonija Kwok        | Yun Wai-Zhong 袁慧中       | kunstenares Lai Pui-Chi's beste vriendin |
| Sharon Chan        | Lai Pui-Chi (Pansy) 黎佩慈 | makelaar Yun Wai-Zhongs beste vriend     |
| Vivien Yeo         | Chui Hei-Man (Hill) 徐希敏 | security IT analist                      |
| Macy Chan (陳美詩) | Michelle                   | model                                    |

## Verhaal
Het gaat over de familie Fong en de familie Lui. De vader des huizes van de familie Fong werkt bij een boekenwinkel. Als haar dochter ruzie met de dochter van zijn baas krijgt. Loopt de ruzie snel uit de hand. Nadat zijn baas zijn dochter uitmaakt voor opvoedingsloze, geeft hij zijn baas een hoek. Hij wordt ontslagen en neemt dankzij geld van zijn oudste zoon een boekenwinkel van een oude kennis over. In de eerste vijf delen van de serie heeft oudste zoon van de familie Fong fikse ruzie met een vrouw die later zijn buurvrouw wordt. Dat begint doordat hij per ongeluk en zonder opzet een duur kunstwerk van deze vrouw omstoot. De ruzie loopt uit de hand en ze belanden op het politiebureau. Door de ex-schoonmoeder van deze vrouw, kunnen de twee weer vredevol naast elkaar leven.